# Yellow Submarine Songtrack
Pour les articles homonymes, voir Yellow Submarine.
Albums de The Beatles
Anthology 3
(1996) 1
(2000)
Yellow Submarine Songtrack est une compilation du groupe britannique The Beatles, publiée en 1999 comme bande-originale pour accompagner la réédition du film Yellow Submarine, originellement sorti en 1968.

## Historique
Alors que l'album originel de 1969 ne possédait que six titres des Beatles sur la face 1, dont seuls quatre étaient inédits, en plus des thèmes instrumentaux de George Martin qui constituaient sa face 2, cette nouvelle version propose toutes les chansons du film tirés d'autres albums ou singles datant de 1965 (Rubber Soul) jusqu'à juillet 1967 (le single All You Need Is Love / Baby You're a Rich Man). Seule A Day in the Life, de laquelle on entend dans le film un très court extrait de la « montée » orchestrale qui clôt l'album Sgt. Pepper's Lonely Hearts Club Band, est omise.
L'originalité de la compilation réside dans le fait que toutes les chansons sont présentés dans de nouveaux mixages audio stéréo réalisés par George Martin, légèrement différents de ceux que l'on peut trouver sur les publications originelles.
Le dépliant sur six faces est illustré recto-verso de dessins tirés du film sur lesquelles les titres des chansons sont inscrits aléatoirement. On peut lire sur l'image de When I'm Sixty Four, « sixty-four years is 33,661,440 minutes and one minute is a long time... ».

## Liste des chansons
L'astérisque dénote les chansons inédites du film.
Toutes les chansons sont écrites et composées par John Lennon et Paul McCartney, sauf mention contraire.
| No  | Titre                                 | Auteur          | Chant           | Durée |
| --- | ------------------------------------- | --------------- | --------------- | ----- |
| 1.  | Yellow Submarine                      |                 | Ringo Starr     | 2:39  |
| 2.  | Hey Bulldog*                          |                 | John Lennon     | 3:12  |
| 3.  | Eleanor Rigby                         |                 | Paul McCartney  | 2:06  |
| 4.  | Love You To                           | George Harrison | George Harrison | 2:58  |
| 5.  | All Together Now*                     |                 | Paul McCartney  | 2:11  |
| 6.  | Lucy in the Sky with Diamonds         |                 | John Lennon     | 3:28  |
| 7.  | Think for Yourself                    | George Harrison | George Harrison | 2:19  |
| 8.  | Sgt. Pepper's Lonely Hearts Club Band |                 | Paul McCartney  | 2:03  |
| 9.  | With a Little Help from My Friends    |                 | Ringo Starr     | 2:44  |
| 10. | Baby You're a Rich Man                |                 | John Lennon     | 3:01  |
| 11. | Only a Northern Song*                 | George Harrison | George Harrison | 3:24  |
| 12. | All You Need Is Love                  |                 | John Lennon     | 3:47  |
| 13. | When I'm Sixty-Four                   |                 | Paul McCartney  | 2:37  |
| 14. | Nowhere Man                           |                 | John Lennon     | 2:43  |
| 15. | It's All Too Much*                    | George Harrison | George Harrison | 6:26  |